# Brudermühlstraße
Brudermühlstraße - stacja metra w Monachium, na linii U3. Znajduje się w dzielnicy Sendling. Stacja została otwarta 28 października 1989.